# Gromada Bobrowniki (Powiat Będziński)
Die Gromada Bobrowniki war eine Verwaltungseinheit in der Volksrepublik Polen zwischen 1954 und 1972. Verwaltet wurde die Gromada vom Gromadzka Rada Narodowa, dessen Sitz sich in Bobrowniki befand und aus 25 Mitgliedern bestand.
Die Gromada Bobrowniki gehörte zum Powiat Będziński in der Woiwodschaft Katowice (damals Stalinogród), sie bestand nur aus dem Dorf Bobrowniki, das zuvor bereits eine Gromada war, der aufgelösten Gmina Bobrowniki. Die Gromada Bobrowniki bestand bis zum 31. Dezember 1972 und das Dorf wurde Sitz der Gmina Bobrowniki.